# Mercedes Paz
Pour les articles homonymes, voir Paz.
Mercedes María Paz (née le 27 juin 1966 à Tucumán) est une joueuse de tennis argentine, professionnelle dans les années 1980 et 1990.
28e mondiale le 29 avril 1991, elle a atteint deux fois les huitièmes de finale à Roland-Garros, en 1986 et 1990, ses meilleures performances dans les épreuves du Grand Chelem.
Victorieuse de trois tournois WTA de catégorie secondaire en simple, c'est néanmoins en double dames qu'elle a obtenu ses résultats les plus significatifs : associée à quinze partenaires différentes, elle a décroché quelque 22 titres pendant sa carrière, ce qui fait d'elle l'une des joueuses les plus récompensées dans cette spécialité depuis le début des années 1970.
Mercedes Paz a régulièrement représenté son pays en Coupe de la Fédération, atteignant notamment les demi-finales en 1986 (défaite argentine face à la Tchécoslovaquie deux matchs à un).

## Palmarès

### Titres en simple dames
| No | Date       | Nom et lieu du tournoi                   | Catégorie | Dotation  | Surface      | Finaliste          | Score         |          |
| -- | ---------- | ---------------------------------------- | --------- | --------- | ------------ | ------------------ | ------------- | -------- |
| 1  | 18-03-1985 | Brazil, São Paulo                        |           | 50 000 $  | Terre (ext.) | Laura Gildemeister | 5-7, 6-1, 6-4 | Parcours |
| 2  | 07-11-1988 | Rainha Cup, Guarujá                      | Tier V    | 50 000 $  | Dur (ext.)   | Rene Simpson       | 7-5, 6-2      | Parcours |
| 3  | 21-05-1990 | Internationaux de Strasbourg, Strasbourg | Tier IV   | 150 000 $ | Terre (ext.) | Ann Grossman       | 6-2, 6-3      | Parcours |

### Finales en simple dames
| No | Date       | Nom et lieu du tournoi    | Catégorie | Dotation  | Surface      | Vainqueure      | Score         |          |
| -- | ---------- | ------------------------- | --------- | --------- | ------------ | --------------- | ------------- | -------- |
| 1  | 20-10-1986 | Singapore Open, Singapour |           | 50 000 $  | Dur (int.)   | Gigi Fernández  | 6-4, 2-6, 6-4 | Parcours |
| 2  | 10-10-1988 | Honda Classic, San Juan   | Tier IV   | 75 000 $  | Dur (ext.)   | Anne Minter     | 2-6, 6-4, 6-3 | Parcours |
| 3  | 17-07-1989 | Belgian Open, Bruxelles   | Tier V    | 100 000 $ | Terre (ext.) | Radka Zrubáková | 7-6, 6-4      | Parcours |

### Titres en double dames
| No | Date       | Nom et lieu du tournoi                         | Catégorie  | Dotation  | Surface      | Partenaire          | Finalistes                              | Score         |          |
| -- | ---------- | ---------------------------------------------- | ---------- | --------- | ------------ | ------------------- | --------------------------------------- | ------------- | -------- |
| 1  | 01-10-1984 | Borden Classic Tokyo                           | VS Tour C1 | 50 000 $  | Dur (ext.)   | Ronni Reis          | Emilse Raponi Adriana Villagrán         | 6-4, 7-5      | Parcours |
| 2  | 18-03-1985 | Brazil São Paulo                               |            | 50 000 $  | Terre (ext.) | Gabriela Sabatini   | Neige Dias Csilla Bartos                | 7-5, 6-4      | Parcours |
| 3  | 19-08-1985 | Virginia Slims of Central New York Monticello  |            | 75 000 $  | Dur (ext.)   | Gabriela Sabatini   | Andrea Holíková Kateřina Skronská       | 5-7, 6-4, 6-3 | Parcours |
| 4  | 10-11-1986 | Puerto Rico Open San Juan                      |            | 75 000 $  | Dur (ext.)   | Lori McNeil         | Gigi Fernández Robin White              | 6-2, 3-6, 6-4 | Parcours |
| 5  | 01-12-1986 | Argentinian Open Buenos Aires                  |            | 50 000 $  | Terre (ext.) | Lori McNeil         | Manon Bollegraf Nicole Jagerman         | 6-1, 2-6, 6-1 | Parcours |
| 6  | 06-04-1987 | Family Circle Mag. Cup Hilton Head             |            | 300 000 $ | Terre (ext.) | Eva Pfaff           | Zina Garrison Lori McNeil               | 7-6, 7-5      | Parcours |
| 7  | 30-11-1987 | Argentinian Open Buenos Aires                  |            | 50 000 $  | Terre (ext.) | Gabriela Sabatini   | Jill Hetherington Christiane Jolissaint | 6-2, 6-2      | Parcours |
| 8  | 04-07-1988 | Volvo Cup Båstad                               | Tier V     | 75 000 $  | Terre (ext.) | Sandra Cecchini     | Linda Ferrando Silvia La Fratta         | 6-0, 6-2      | Parcours |
| 9  | 11-07-1988 | Belgian Open Bruxelles                         | Tier V     | 75 000 $  | Terre (ext.) | Tine Scheuer-Larsen | Katerina Maleeva Raffaella Reggi        | 7-6, 6-1      | Parcours |
| 10 | 07-11-1988 | Rainha Cup Guarujá                             | Tier V     | 50 000 $  | Dur (ext.)   | Bettina Fulco       | Carin Bakkum Simone Schilder            | 6-3, 6-4      | Parcours |
| 11 | 01-05-1989 | Coppa Mantegazza Tarente                       | Tier V     | 50 000 $  | Terre (ext.) | Sabrina Goleš       | Sophie Amiach Emmanuelle Derly          | 6-2, 6-2      | Parcours |
| 12 | 22-05-1989 | Internationaux de Strasbourg Strasbourg        | Tier V     | 100 000 $ | Terre (ext.) | Judith Wiesner      | Lise Gregory Gretchen Magers            | 6-3, 6-3      | Parcours |
| 13 | 17-07-1989 | Belgian Open Bruxelles                         | Tier V     | 100 000 $ | Terre (ext.) | Manon Bollegraf     | Carin Bakkum Simone Schilder            | 6-1, 6-2      | Parcours |
| 14 | 24-07-1989 | Volvo Open Båstad                              | Tier V     | 75 000 $  | Terre (ext.) | Tine Scheuer-Larsen | Sabrina Goleš Katerina Maleeva          | 6-2, 7-5      | Parcours |
| 15 | 11-12-1989 | The Rainha Classic Guarujá                     | Tier V     | 75 000 $  | Dur (ext.)   | Patricia Tarabini   | Claudia Chabalgoity Luciana Corsato     | 6-2, 6-2      | Parcours |
| 16 | 09-04-1990 | Bausch & Lomb Championships Amelia Island      | Tier II    | 350 000 $ | Terre (ext.) | Arantxa Sánchez     | Regina Kordová Andrea Temesvári         | 7-6, 6-4      | Parcours |
| 17 | 16-04-1990 | Eckerd Tennis Open Tampa                       | Tier III   | 225 000 $ | Terre (ext.) | Arantxa Sánchez     | Sandra Cecchini Laura Gildemeister      | 6-2, 6-0      | Parcours |
| 18 | 23-04-1990 | International Championships of Spain Barcelone | Tier IV    | 150 000 $ | Terre (ext.) | Arantxa Sánchez     | Sabrina Goleš Patricia Tarabini         | 6-7, 6-2, 6-1 | Parcours |
| 19 | 09-07-1990 | Swedish Open Båstad                            | Tier V     | 75 000 $  | Terre (ext.) | Tine Scheuer-Larsen | Carin Bakkum Nicole Jagerman            | 6-3, 6-7, 6-2 | Parcours |
| 20 | 02-12-1991 | Nivea Cup São Paulo                            | Tier V     | 75 000 $  | Terre (ext.) | Inés Gorrochategui  | Renata Baranski Laura Glitz             | 6-2, 6-2      | Parcours |
| 21 | 31-01-1994 | Amway Classic Auckland                         | Tier IV    | 100 000 $ | Dur (ext.)   | Patricia Hy         | Jenny Byrne Julie Richardson            | 6-4, 7-6      | Parcours |
| 22 | 24-04-1995 | Croatian Ladies Open Zagreb                    | Tier III   | 161 250 $ | Terre (ext.) | Rene Simpson        | Laura Golarsa Irina Spîrlea             | 7-5, 6-2      | Parcours |

### Finales en double dames
| No | Date       | Nom et lieu du tournoi                              | Catégorie | Dotation    | Surface         | Vainqueures                            | Partenaire                | Score         |          |
| -- | ---------- | --------------------------------------------------- | --------- | ----------- | --------------- | -------------------------------------- | ------------------------- | ------------- | -------- |
| 1  | 30-03-1987 | Wild Dunes Charleston                               |           | 75 000 $    | Terre (ext.)    | Laura Gildemeister Tine Scheuer-Larsen | Candy Reynolds            | 6-4, 6-4      | Parcours |
| 2  | 07-12-1987 | Brazilian Open Guarujá                              |           | 50 000 $    | Dur (ext.)      | Katrina Adams Cheryl Jones             | Jill Hetherington         | 6-4, 4-6, 6-4 | Parcours |
| 3  | 08-05-1989 | Italian Open Rome                                   | Tier II   | 300 000 $   | Terre (ext.)    | Elizabeth Smylie Janine Tremelling     | Manon Bollegraf           | 6-4, 6-3      | Parcours |
| 4  | 10-07-1989 | Arcachon Cup Arcachon                               | Tier V    | 100 000 $   | Terre (ext.)    | Sandra Cecchini Patricia Tarabini      | Brenda Schultz            | 6-3, 7-6      | Parcours |
| 5  | 02-04-1990 | Family Circle Mag. Cup Hilton Head                  | Tier I    | 500 000 $   | Terre (ext.)    | Martina Navrátilová Arantxa Sánchez    | Natasha Zvereva           | 6-2, 6-1      | Parcours |
| 6  | 13-08-1990 | Virginia Slims of Los Angeles Manhattan Beach       | Tier II   | 350 000 $   | Dur (ext.)      | Gigi Fernández Jana Novotná            | Gabriela Sabatini         | 6-3, 4-6, 6-4 | Parcours |
| 7  | 15-10-1990 | Porsche Tennis GP Filderstadt                       | Tier II   | 350 000 $   | Dur (int.)      | Mary Joe Fernández Zina Garrison       | Arantxa Sánchez           | 7-5, 6-3      | Parcours |
| 8  | 12-11-1990 | Virginia Slims Championships New York               | Masters   | 3 000 000 $ | Moquette (int.) | Kathy Jordan Elizabeth Smylie          | Arantxa Sánchez           | 7-6, 6-4      | Parcours |
| 9  | 08-04-1991 | Bausch & Lomb Championships Amelia Island           | Tier II   | 350 000 $   | Terre (ext.)    | Arantxa Sánchez Helena Suková          | Natasha Zvereva           | 4-6, 6-2, 6-2 | Parcours |
| 10 | 20-05-1991 | Internationaux de Strasbourg Strasbourg             | Tier IV   | 150 000 $   | Terre (ext.)    | Lori McNeil Stephanie Rehe             | Manon Bollegraf           | 6-7, 6-4, 6-4 | Parcours |
| 11 | 08-07-1991 | Torneo Internazionale Palerme                       | Tier IV   | 75 000 $    | Terre (ext.)    | Petra Langrová Mary Pierce             | Laura Garrone             | 6-3, 6-7, 6-3 | Parcours |
| 12 | 15-07-1991 | Volvo San Marino Open Saint-Marin                   | Tier V    | 75 000 $    | Terre (ext.)    | Kerry-Anne Guse Akemi Nishiya          | Laura Garrone             | 6-0, 6-3      | Parcours |
| 13 | 11-11-1991 | Jello Classic Indianapolis                          | Tier IV   | 150 000 $   | Dur (int.)      | Patty Fendick Gigi Fernández           | Katrina Adams             | 6-4, 6-2      | Parcours |
| 14 | 18-05-1992 | Internationaux de Strasbourg Strasbourg             | Tier IV   | 150 000 $   | Terre (ext.)    | Patty Fendick Andrea Strnadová         | Lori McNeil               | 6-3, 6-4      | Parcours |
| 15 | 24-08-1992 | Mazda Classic San Diego                             | Tier III  | 225 000 $   | Dur (ext.)      | Jana Novotná Larisa Neiland            | Conchita Martínez         | 6-1, 6-4      | Parcours |
| 16 | 26-04-1993 | Ilva Trophy Tarente                                 | Tier IV   | 100 000 $   | Terre (ext.)    | Debbie Graham Brenda Schultz           | Petra Langrová            | 6-0, 6-4      | Parcours |
| 17 | 26-07-1993 | Acura US Hard Court Championships Stratton Mountain | Tier II   | 375 000 $   | Dur (ext.)      | Elizabeth Smylie Helena Suková         | Manuela Maleeva-Fragnière | 6-1, 6-2      | Parcours |
| 18 | 14-07-1997 | Torneo Internazionale Palerme                       | Tier IV   | 163 000 $   | Terre (ext.)    | Silvia Farina Barbara Schett           | Florencia Labat           | 2-6, 6-1, 6-4 | Parcours |

### Finale en double mixte
| No | Date       | Nom et lieu du tournoi   | Catégorie | Dotation    | Surface    | Vainqueures                | Partenaire   | Score          |          |
| -- | ---------- | ------------------------ | --------- | ----------- | ---------- | -------------------------- | ------------ | -------------- | -------- |
| 1  | 25-08-1997 | US Open Flushing Meadows | G. Chelem | 4 976 000 $ | Dur (ext.) | Manon Bollegraf Rick Leach | Pablo Albano | 3-6, 7-5, 7-63 | Parcours |

## Parcours en Grand Chelem

### En simple dames
| Année | Open d'Australie (janvier) | Open d'Australie (janvier) | Internationaux de France | Internationaux de France | Wimbledon       | Wimbledon        | US Open         | US Open         | Open d'Australie (décembre) | Open d'Australie (décembre) |
| ----- | -------------------------- | -------------------------- | ------------------------ | ------------------------ | --------------- | ---------------- | --------------- | --------------- | --------------------------- | --------------------------- |
| 1985  | n/a                        | n/a                        | 1er tour (1/64)          | Cécille Calmette         | 1er tour (1/64) | Carling Bassett  | 2e tour (1/32)  | Carling Bassett | -                           | -                           |
| 1986  | n/a                        | n/a                        | 4e tour (1/8)            | Carling Bassett          | 1er tour (1/64) | Katerina Maleeva | 1er tour (1/64) | Jo Durie        | n/a                         | n/a                         |
| 1987  | -                          | -                          | 1er tour (1/64)          | Catarina Lindqvist       | 1er tour (1/64) | Laura Arraya     | 2e tour (1/32)  | Elly Hakami     | n/a                         | n/a                         |
| 1988  | -                          | -                          | 3e tour (1/16)           | Helena Suková            | -               | -                | 2e tour (1/32)  | Elna Reinach    | n/a                         | n/a                         |
| 1989  | -                          | -                          | 1er tour (1/64)          | Isabelle Demongeot       | 1er tour (1/64) | Laura Golarsa    | 1er tour (1/64) | Stacey Martin   | n/a                         | n/a                         |
| 1990  | -                          | -                          | 4e tour (1/8)            | Jennifer Capriati        | 1er tour (1/64) | C. Kohde-Kilsch  | 1er tour (1/64) | Linda Ferrando  | n/a                         | n/a                         |
| 1991  | 1er tour (1/64)            | Sabine Appelmans           | 1er tour (1/64)          | Emanuela Zardo           | 1er tour (1/64) | Akiko Kijimuta   | 1er tour (1/64) | Kathy Rinaldi   | n/a                         | n/a                         |
| 1992  | 1er tour (1/64)            | Kimiko Date                | 1er tour (1/64)          | Amy Frazier              | -               | -                | 1er tour (1/64) | Amanda Coetzer  | n/a                         | n/a                         |
| 1993  | -                          | -                          | 1er tour (1/64)          | Magdalena Maleeva        | -               | -                | -               | -               | n/a                         | n/a                         |
| 1994  | -                          | -                          | -                        | -                        | 2e tour (1/32)  | Zina Garrison    | -               | -               | n/a                         | n/a                         |
| 1995  | 1er tour (1/64)            | Eugenia Maniokova          | 1er tour (1/64)          | Lea Ghirardi             | -               | -                | -               | -               | n/a                         | n/a                         |
| 1996  | -                          | -                          | -                        | -                        | 2e tour (1/32)  | Judith Wiesner   | -               | -               | n/a                         | n/a                         |

À droite du résultat, l’ultime adversaire.

### En double dames
| Année | Open d'Australie (janvier)    | Open d'Australie (janvier) | Internationaux de France      | Internationaux de France   | Wimbledon                     | Wimbledon                     | US Open                      | US Open                     | Open d'Australie (décembre) | Open d'Australie (décembre) |
| ----- | ----------------------------- | -------------------------- | ----------------------------- | -------------------------- | ----------------------------- | ----------------------------- | ---------------------------- | --------------------------- | --------------------------- | --------------------------- |
| 1985  | n/a                           | n/a                        | 1er tour (1/32) G. Sabatini   | J. Mundel P. Teeguarden    | 2e tour (1/16) G. Sabatini    | Beverly Mould Paula Smith     | 1er tour (1/32) G. Sabatini  | Beth Herr Terry Phelps      | -                           | -                           |
| 1986  | n/a                           | n/a                        | 3e tour (1/8) Virginia Wade   | Kathy Jordan A. Moulton    | 1er tour (1/32) S. Rehe       | E. Smylie C. Tanvier          | 1er tour (1/32) S. Rehe      | Zina Garrison Kathy Rinaldi | n/a                         | n/a                         |
| 1987  | -                             | -                          | 1/4 de finale Eva Pfaff       | Steffi Graf G. Sabatini    | 1er tour (1/32) Eva Pfaff     | A. M. Fernández J. Richardson | 2e tour (1/16) Eva Pfaff     | D. Balestrat Hu Na          | n/a                         | n/a                         |
| 1988  | -                             | -                          | 2e tour (1/16) Penny Barg     | C. Benjamin Hu Na          | -                             | -                             | 1er tour (1/32) K. Maleeva   | C. Porwik Van Rensburg      | n/a                         | n/a                         |
| 1989  | -                             | -                          | 1er tour (1/32) Sabrina Goleš | Jana Novotná Helena Suková | 1er tour (1/32) N. Herreman   | Jenny Byrne Robin White       | 2e tour (1/16) M. Bollegraf  | Linda Barnard Louise Field  | n/a                         | n/a                         |
| 1990  | -                             | -                          | 1/4 de finale A. Sánchez      | Nicole Provis Elna Reinach | 1/4 de finale A. Sánchez      | Jana Novotná Helena Suková    | 3e tour (1/8) G. Sabatini    | L. Neiland N. Zvereva       | n/a                         | n/a                         |
| 1991  | 3e tour (1/8) G. Sabatini     | S. Appelmans R. Reggi      | 1/2 finale G. Sabatini        | L. Neiland N. Zvereva      | 3e tour (1/8) J. Capriati     | A. Sánchez Helena Suková      | 1/2 finale Leila Meskhi      | Pam Shriver N. Zvereva      | n/a                         | n/a                         |
| 1992  | 3e tour (1/8) Leila Meskhi    | MJ Fernández Zina Garrison | 1er tour (1/32) Leila Meskhi  | Linda Wild Rennae Stubbs   | -                             | -                             | 3e tour (1/8) C. Martínez    | Jana Novotná L. Neiland     | n/a                         | n/a                         |
| 1993  | -                             | -                          | 1er tour (1/32) F. Labat      | Kimiko Date K. Kschwendt   | 3e tour (1/8) Yayuk Basuki    | MJ Fernández Zina Garrison    | 1er tour (1/32) Caroline Vis | R. McQuillan C. Porwik      | n/a                         | n/a                         |
| 1994  | 1er tour (1/32) Patricia Hy   | C. Barclay K. Guse         | 2e tour (1/16) Laura Golarsa  | W. Probst C. Singer        | 1er tour (1/32) G. Sabatini   | Olga Lugina E. Pampoulova     | 1er tour (1/32) C. Barclay   | Yayuk Basuki Nana Miyagi    | n/a                         | n/a                         |
| 1995  | 1er tour (1/32) Laura Golarsa | G. Fernández N. Zvereva    | 1er tour (1/32) S. Stafford   | Laura Golarsa Caroline Vis | 2e tour (1/16) S. Stafford    | M. McGrath L. Neiland         | 1er tour (1/32) S. Stafford  | N. Bradtke Linda Wild       | n/a                         | n/a                         |
| 1996  | 1er tour (1/32) Rene Simpson  | Nicole Arendt M. Bollegraf | 1/4 de finale A. Fusai        | G. Fernández N. Zvereva    | 2e tour (1/16) Debbie Graham  | W. Probst C. Singer           | 1er tour (1/32) A. Fusai     | Debbie Graham K. Radford    | n/a                         | n/a                         |
| 1997  | 2e tour (1/16) A. Fusai       | Krivencheva F. Perfetti    | 3e tour (1/8) Rene Simpson    | Yayuk Basuki Caroline Vis  | 1er tour (1/32) A. Sidot      | A. Fusai Rita Grande          | 2e tour (1/16) F. Labat      | Katrina Adams K. Boogert    | n/a                         | n/a                         |
| 1998  | 2e tour (1/16) Rika Hiraki    | S. Williams V. Williams    | 2e tour (1/16) Laura Golarsa  | Katrina Adams M. Bollegraf | 1er tour (1/32) Laura Golarsa | M. de Swardt Debbie Graham    | 2e tour (1/16) Meike Babel   | M. de Swardt Debbie Graham  | n/a                         | n/a                         |

Sous le résultat, la partenaire ; à droite, l’ultime équipe adverse.

### En double mixte
| Année | Open d'Australie (janvier),  | Open d'Australie (janvier), | Internationaux de France      | Internationaux de France    | Wimbledon                   | Wimbledon                  | US Open                       | US Open                    | Open d'Australie (décembre), | Open d'Australie (décembre), |
| ----- | ---------------------------- | --------------------------- | ----------------------------- | --------------------------- | --------------------------- | -------------------------- | ----------------------------- | -------------------------- | ---------------------------- | ---------------------------- |
| 1985  | n/a                          | n/a                         | 1er tour (1/32) Belus Prajoux | A. Holíková Marián Vajda    | -                           | -                          | -                             | -                          | n/a                          | n/a                          |
| 1986  | n/a                          | n/a                         | 2e tour (1/16) H. de la Peña  | Tine Scheuer M. Mortensen   | -                           | -                          | -                             | -                          | n/a                          | n/a                          |
| 1987  | -                            | -                           | 1er tour (1/32) Franco Davín  | D. Balestrat M. Robertson   | -                           | -                          | 2e tour (1/8) F. González     | Zina Garrison S. Stewart   | n/a                          | n/a                          |
| 1988  | -                            | -                           | 1/4 de finale H. de la Peña   | Navrátilová E. Sánchez      | -                           | -                          | 1/4 de finale L. Lavalle      | E. Smylie P. McEnroe       | n/a                          | n/a                          |
| 1989  | -                            | -                           | 1er tour (1/32) L. Lavalle    | A. Sánchez H. de la Peña    | -                           | -                          | -                             | -                          | n/a                          | n/a                          |
| 1990  | -                            | -                           | 3e tour (1/8) Diego Pérez     | N. Medvedeva Kelly Jones    | -                           | -                          | -                             | -                          | n/a                          | n/a                          |
| 1991  | 1/4 de finale C. Miniussi    | Jo Durie Jeremy Bates       | 1er tour (1/32) Javier Frana  | Tracey Morton D. Macpherson | -                           | -                          | 2e tour (1/8) L. Lavalle      | Robin White Danie Visser   | n/a                          | n/a                          |
| 1992  | 1er tour (1/16) L. Lavalle   | G. Helgeson P. Galbraith    | 3e tour (1/8) D. Macpherson   | Nicole Provis M. Woodforde  | -                           | -                          | 1er tour (1/16) L. Lavalle    | Nicole Provis M. Woodforde | n/a                          | n/a                          |
| 1993  | -                            | -                           | -                             | -                           | 1er tour (1/32) N. Pereira  | Sandy Collins Libor Pimek  | 1er tour (1/16) D. Macpherson | L. Neiland A. Olhovskiy    | n/a                          | n/a                          |
| 1994  | -                            | -                           | 1er tour (1/32) Byron Talbot  | Jo-Anne Faull A. Kratzmann  | 2e tour (1/16) Byron Talbot | Yayuk Basuki Leander Paes  | 1er tour (1/16) Piet Norval   | Jana Novotná T. Woodbridge | n/a                          | n/a                          |
| 1995  | -                            | -                           | -                             | -                           | 3e tour (1/8) Pablo Albano  | C. Porwik Tom Nijssen      | -                             | -                          | n/a                          | n/a                          |
| 1996  | 1er tour (1/16) J. Sánchez   | Irina Spîrlea Van Emburgh   | -                             | -                           | 1er tour (1/32) S. Noteboom | Rennae Stubbs P. Tramacchi | -                             | -                          | n/a                          | n/a                          |
| 1997  | -                            | -                           | 3e tour (1/8) Pablo Albano    | M. Bollegraf Rick Leach     | 2e tour (1/16) Pablo Albano | Tina Križan Wayne Arthurs  | Finale Pablo Albano           | M. Bollegraf Rick Leach    | n/a                          | n/a                          |
| 1998  | 1er tour (1/16) Pablo Albano | L. Neiland David Adams      | 3e tour (1/8) Pablo Albano    | K. Radford F. Montana       | 2e tour (1/16) Pablo Albano | S. Noorlander N. Godwin    | -                             | -                          | n/a                          | n/a                          |

Sous le résultat, le partenaire ; à droite, l’ultime équipe adverse.

## Parcours aux Masters

### En double dames
| # | Date       | Nom de l'édition                      | ($)       | Surface         | Résultat | Partenaire      | Ultimes adversaires           | Score    |          |
| - | ---------- | ------------------------------------- | --------- | --------------- | -------- | --------------- | ----------------------------- | -------- | -------- |
| 1 | 12/11/1990 | Virginia Slims Championships New York | 3 000 000 | Moquette (int.) | Finale   | Arantxa Sánchez | Kathy Jordan Elizabeth Smylie | 7-6, 6-4 | Parcours |

## Parcours aux Jeux olympiques

### En simple dames
| # | Date       | Nom de l'olympiade               | Surface      | Résultat        | Ultime adversaire | Score    |          |
| - | ---------- | -------------------------------- | ------------ | --------------- | ----------------- | -------- | -------- |
| 1 | 06/08/1984 | Olympic Tennis Event Los Angeles | Dur (ext.)   | 1er tour (1/16) | Amanda Brown      | 6-2, 6-3 | Parcours |
| 2 | 20/09/1988 | Olympic Tennis Event Séoul       | Dur (ext.)   | 2e tour (1/16)  | Manuela Maleeva   | 6-1, 6-2 | Parcours |
| 3 | 28/07/1992 | Olympic Tennis Event Barcelone   | Terre (ext.) | 1er tour (1/32) | Yayuk Basuki      | 6-1, 6-4 | Parcours |

### En double dames
| # | Date       | Nom de l'olympiade             | Surface      | Résultat       | Partenaire        | Ultimes adversaires               | Score            |          |
| - | ---------- | ------------------------------ | ------------ | -------------- | ----------------- | --------------------------------- | ---------------- | -------- |
| 1 | 20/09/1988 | Olympic Tennis Event Séoul     | Dur (ext.)   | 1er tour (1/8) | Gabriela Sabatini | Carling Bassett Jill Hetherington | 7-68, 5-7, 20-18 | Parcours |
| 2 | 28/07/1992 | Olympic Tennis Event Barcelone | Terre (ext.) | 1/4 de finale  | Patricia Tarabini | Leila Meskhi Natasha Zvereva      | 6-2, 6-3         | Parcours |

## Parcours en Coupe de la Fédération
| #                                                                                | Date       | Lieu         | Surface                             | Gagnante(s)                          | Perdante(s)                          | Score           |          |
|                                                                                  |            |              |                                     |                                      |                                      |                 |          |
| 1985 - 1er tour (groupe mondial) - Argentine - Pérou - 3 : 0                     |            |              |                                     |                                      |                                      |                 |          |
| 1                                                                                | 08/10/1985 | Nagoya       | Dur (ext.)                          | Mercedes Paz Gabriela Sabatini       | Laura Arraya Pilar Vásquez           | 6-0, 7-63       | Parcours |
|                                                                                  |            |              |                                     |                                      |                                      |                 |          |
| 1985 - 2e tour (groupe mondial) - Argentine - Nouvelle-Zélande - 2 : 1           |            |              |                                     |                                      |                                      |                 |          |
| 2                                                                                | 08/10/1985 | Nagoya       | Dur (ext.)                          | Mercedes Paz                         | Julie Richardson                     | 6-3, 6-4        | Parcours |
|                                                                                  |            |              |                                     |                                      |                                      |                 |          |
| 1986 - 1er tour (groupe mondial) - Argentine - Uruguay - 3 : 0                   |            |              |                                     |                                      |                                      |                 |          |
| 3                                                                                | 22/07/1986 | Prague       | Terre (ext.)                        | Mercedes Paz                         | Silvana Casaretto                    | 6-1, 6-0        | Parcours |
| 3                                                                                | 22/07/1986 | Prague       | Terre (ext.)                        | Mercedes Paz Gabriela Sabatini       | Fiorella Bonicelli Silvana Casaretto | 6-1, 6-1        | Parcours |
|                                                                                  |            |              |                                     |                                      |                                      |                 |          |
| 1986 - 2e tour (groupe mondial) - Argentine - Corée du Sud - 2 : 1               |            |              |                                     |                                      |                                      |                 |          |
| 4                                                                                | 22/07/1986 | Prague       | Terre (ext.)                        | Lee Jeong-soon                       | Mercedes Paz                         | 7-64, 6-2       | Parcours |
| 4                                                                                | 22/07/1986 | Prague       | Terre (ext.)                        | Mercedes Paz Gabriela Sabatini       | Lee Jeong-soon Park Jeom-re          | 7-5, 6-0        | Parcours |
|                                                                                  |            |              |                                     |                                      |                                      |                 |          |
| 1986 - 1/4 de finale (groupe mondial) - Argentine - Autriche - 3 : 0             |            |              |                                     |                                      |                                      |                 |          |
| 5                                                                                | 22/07/1986 | Prague       | Terre (ext.)                        | Mercedes Paz                         | Judith Wiesner                       | 6-4, 6-2        | Parcours |
| 5                                                                                | 22/07/1986 | Prague       | Terre (ext.)                        | Mercedes Paz Gabriela Sabatini       | Petra Huber Judith Wiesner           | 6-1, 6-3        | Parcours |
|                                                                                  |            |              |                                     |                                      |                                      |                 |          |
| 1986 - 1/2 finale (groupe mondial) - Tchécoslovaquie - Argentine - 2 : 1         |            |              |                                     |                                      |                                      |                 |          |
| 6                                                                                | 22/07/1986 | Prague       | Terre (ext.)                        | Helena Suková                        | Mercedes Paz                         | 1-6, 6-3, 6-3   | Parcours |
| 6                                                                                | 22/07/1986 | Prague       | Terre (ext.)                        | Mercedes Paz Gabriela Sabatini       | Andrea Holíková Regina Maršíková     | 6-75, 6-2, 6-2  | Parcours |
|                                                                                  |            |              |                                     |                                      |                                      |                 |          |
| 1987 - 1er tour (groupe mondial) - Argentine - Suisse - 3 : 0                    |            |              |                                     |                                      |                                      |                 |          |
| 7                                                                                | 28/07/1987 | Vancouver    |                                     | Mercedes Paz Gabriela Sabatini       | Céline Cohen Eva Krapl               | 6-2, 6-0        | Parcours |
|                                                                                  |            |              |                                     |                                      |                                      |                 |          |
| 1987 - 2e tour (groupe mondial) - Argentine - Nouvelle-Zélande - 3 : 0           |            |              |                                     |                                      |                                      |                 |          |
| 8                                                                                | 28/07/1987 | Vancouver    |                                     | Mercedes Paz Gabriela Sabatini       | Belinda Cordwell Julie Richardson    | 4-6, 6-3, 6-1   | Parcours |
|                                                                                  |            |              |                                     |                                      |                                      |                 |          |
| 1987 - 1/4 de finale (groupe mondial) - Argentine - Allemagne de l'Ouest - 1 : 2 |            |              |                                     |                                      |                                      |                 |          |
| 9                                                                                | 28/07/1987 | Vancouver    |                                     | Mercedes Paz Gabriela Sabatini       | Bettina Bunge Silke Meier            | 6-72, 6-1, 6-2  | Parcours |
|                                                                                  |            |              |                                     |                                      |                                      |                 |          |
| 1988 - 1er tour (groupe mondial) - Argentine - Grèce - 3 : 0                     |            |              |                                     |                                      |                                      |                 |          |
| 10                                                                               | 05/12/1988 | Melbourne    |                                     | Mercedes Paz                         | Olga Tsarbopoulou                    | 6-1, 6-1        | Parcours |
| 10                                                                               | 05/12/1988 | Melbourne    | Mercedes Paz Cristina Tessi         | Christína Papadáki Olga Tsarbopoulou | 6-1, 6-2                             |                 | Parcours |
|                                                                                  |            |              |                                     |                                      |                                      |                 |          |
| 1988 - 2e tour (groupe mondial) - Argentine - Danemark - 1 : 2                   |            |              |                                     |                                      |                                      |                 |          |
| 11                                                                               | 05/12/1988 | Melbourne    |                                     | Mercedes Paz                         | Karin Ptaszek                        | 6-1, 6-2        | Parcours |
| 11                                                                               | 05/12/1988 | Melbourne    | Henriette Kjaer Tine Scheuer-Larsen | Bettina Fulco Mercedes Paz           | 4-6, 7-66, 6-4                       |                 | Parcours |
|                                                                                  |            |              |                                     |                                      |                                      |                 |          |
| 1989 - 1er tour (groupe mondial) - Philippines - Argentine - 0 : 2               |            |              |                                     |                                      |                                      |                 |          |
| 12                                                                               | 03/10/1989 | Tokyo        | Dur (ext.)                          | Mercedes Paz                         | Sarah Castillejo                     | 6-2, 6-3        | Parcours |
|                                                                                  |            |              |                                     |                                      |                                      |                 |          |
| 1989 - 2e tour (groupe mondial) - Argentine - Bulgarie - 0 : 3                   |            |              |                                     |                                      |                                      |                 |          |
| 13                                                                               | 03/10/1989 | Tokyo        | Dur (ext.)                          | Manuela Maleeva                      | Mercedes Paz                         | 4-6, 6-1, 6-3   | Parcours |
| 13                                                                               | 03/10/1989 | Tokyo        | Dur (ext.)                          | Katerina Maleeva Manuela Maleeva     | Florencia Labat Mercedes Paz         | 6-1, 3-6, 6-1   | Parcours |
|                                                                                  |            |              |                                     |                                      |                                      |                 |          |
| 1991 - 1er tour (groupe mondial) - Suisse - Argentine - 2 : 0                    |            |              |                                     |                                      |                                      |                 |          |
| 14                                                                               | 23/07/1991 | Nottingham   |                                     | Manuela Maleeva                      | Mercedes Paz                         | 6-0, 7-65       | Parcours |
|                                                                                  |            |              |                                     |                                      |                                      |                 |          |
| 1991 - Barrage (groupe mondial I) - Argentine - Brésil - 2 : 1                   |            |              |                                     |                                      |                                      |                 |          |
| 15                                                                               | 24/07/1991 | Nottingham   |                                     | Mercedes Paz                         | Sabrina Giusto                       | 6-0, 6-1        | Parcours |
| 15                                                                               | 24/07/1991 | Nottingham   | Mercedes Paz Patricia Tarabini      | Claudia Chabalgoity Luciana Corsato  | 6-1, 6-4                             |                 | Parcours |
|                                                                                  |            |              |                                     |                                      |                                      |                 |          |
| 1992 - 1er tour (groupe mondial) - Argentine - Mexique - 3 : 0                   |            |              |                                     |                                      |                                      |                 |          |
| 16                                                                               | 14/07/1992 | Francfort    | Terre (ext.)                        | Mercedes Paz                         | Angélica Gavaldón                    | 6-3, 5-7, 6-2   | Parcours |
| 16                                                                               | 14/07/1992 | Francfort    | Terre (ext.)                        | Mercedes Paz Patricia Tarabini       | Angélica Gavaldón Lupita Novelo      | 4-6, 6-4, 6-1   | Parcours |
|                                                                                  |            |              |                                     |                                      |                                      |                 |          |
| 1992 - 2e tour (groupe mondial) - Japon - Argentine - 1 : 2                      |            |              |                                     |                                      |                                      |                 |          |
| 17                                                                               | 15/07/1992 | Francfort    | Terre (ext.)                        | Kimiko Date                          | Mercedes Paz                         | 4-6, 6-1, 6-3   | Parcours |
|                                                                                  |            |              |                                     |                                      |                                      |                 |          |
| 1992 - 1/4 de finale (groupe mondial) - Argentine - Espagne - 1 : 2              |            |              |                                     |                                      |                                      |                 |          |
| 18                                                                               | 17/07/1992 | Francfort    | Terre (ext.)                        | Arantxa Sánchez                      | Mercedes Paz                         | 6-2, 6-1        | Parcours |
| 18                                                                               | 17/07/1992 | Francfort    | Terre (ext.)                        | Mercedes Paz Patricia Tarabini       | Noelia Perez-Penate Virginia Ruano   | 6-4, 7-67       | Parcours |
|                                                                                  |            |              |                                     |                                      |                                      |                 |          |
| 1996 - Barrage (groupe mondial I) - République tchèque - Argentine - 3 : 1       |            |              |                                     |                                      |                                      |                 |          |
| 19                                                                               | 13/07/1996 | Plzeň        | Moquette (int.)                     | Jana Novotná                         | Mercedes Paz                         | 6-1, 6-2        | Parcours |
| 19                                                                               | 13/07/1996 | Plzeň        | Moquette (int.)                     | Helena Suková                        | Mercedes Paz                         | 6-75, 6-1, 6-2  | Parcours |
| 19                                                                               | 13/07/1996 | Plzeň        | Moquette (int.)                     | Florencia Labat Mercedes Paz         | Jana Novotná Helena Suková           | Non disputé     | Parcours |
|                                                                                  |            |              |                                     |                                      |                                      |                 |          |
| 1997 - 1/4 de finale (groupe mondial II) - Corée du Sud - Argentine - 1 : 4      |            |              |                                     |                                      |                                      |                 |          |
| 20                                                                               | 01/03/1997 | Séoul        | Dur (ext.)                          | Laura Montalvo Mercedes Paz          | Kim Eun-ha Park Sung-hee             | 6-73, 6-4, 7-62 | Parcours |
|                                                                                  |            |              |                                     |                                      |                                      |                 |          |
| 1997 - Barrage (groupe mondial I) - Suisse - Argentine - 5 : 0                   |            |              |                                     |                                      |                                      |                 |          |
| 21                                                                               | 12/07/1997 | Zurich       | Moquette (int.)                     | Emmanuelle Gagliardi Martina Hingis  | Laura Montalvo Mercedes Paz          | 6-3, 6-4        | Parcours |
|                                                                                  |            |              |                                     |                                      |                                      |                 |          |
| 1998 - 1/4 de finale (groupe mondial II) - Argentine - Slovaquie - 1 : 4         |            |              |                                     |                                      |                                      |                 |          |
| 22                                                                               | 18/04/1998 | Buenos Aires | Terre (ext.)                        | Karina Habšudová Janette Husárová    | Florencia Labat Mercedes Paz         | 3-6, 6-1, 6-4   | Parcours |

## Classements WTA en fin de saison

### En simple
| Année | 1984 | 1985 | 1986 | 1987 | 1988 | 1989 | 1990 | 1991 | 1992 | 1993 | 1994 | 1995 | 1996 | 1997 | 1998 |
| Rang  | 290  | 115  | 60   | 88   | 44   | 91   | 36   | 69   | 108  | 228  | 139  | 163  | 124  | 252  | 510  |

Source : (en) Classements de Mercedes Paz sur le site officiel de la Fédération internationale de tennis

### En double
| Année | 1986 | 1987 | 1988 | 1989 | 1990 | 1991 | 1992 | 1993 | 1994 | 1995 | 1996 | 1997 | 1998 |
| Rang  | 56   | 31   | 38   | 39   | 14   | 15   | 33   | 47   | 55   | 82   | 57   | 46   | 112  |

Source : (en) Classements de Mercedes Paz sur le site officiel de la Fédération internationale de tennis